# Sejm krakowski 1499
Sejm krakowski 1499 – Sejm walny Korony Królestwa Polskiego został zwołany w grudniu 1498 roku do Krakowa.
Sejmiki przedsejmowe w województwach odbyły się w styczniu 1499 roku. 
Obrady sejmu trwały od marca do maja 1499 roku. 
6 maja 1499 roku wydano uchwały o czopowem, łanowem oraz o unii i inkorporacji litwy.